# Campionati del mondo di atletica leggera indoor 2024 - 60 metri piani maschili
La gara dei 60 metri piani maschili dei campionati del mondo di atletica leggera indoor 2024 si è svolta il 1º marzo.

## Podio
| Pos.    | Atleta            | Nazionalità | Tempo |
| ------- | ----------------- | ----------- | ----- |
| Oro     | Christian Coleman | Stati Uniti | 6"41  |
| Argento | Noah Lyles        | Stati Uniti | 6"44  |
| Bronzo  | Ackeem Blake      | Giamaica    | 6"46  |

## Situazione pre-gara

### Record
Prima di questa competizione, il record del mondo e il record dei campionati erano i seguenti.
| Record                | Prestazione | Atleta                        | Data e luogo                              | Competizione                     |
| --------------------- | ----------- | ----------------------------- | ----------------------------------------- | -------------------------------- |
| Record mondiale       | 6"34        | Christian Coleman Stati Uniti | 18 febbraio 2018 Albuquerque, Stati Uniti | Campionati statunitensi indoor   |
| Record dei campionati | 6"37        | Christian Coleman Stati Uniti | 3 marzo 2018 Birmingham, Regno Unito      | Campionati del mondo indoor 2018 |

### Campione in carica
Il campione mondiale in carica era:
| Campione        | Atleta                | Prestazione | Data e luogo                   | Competizione                     |
| --------------- | --------------------- | ----------- | ------------------------------ | -------------------------------- |
| Mondiale indoor | Marcell Jacobs Italia | 6"41        | 19 marzo 2022 Belgrado, Serbia | Campionati del mondo indoor 2022 |

### La stagione
Prima di questa gara, gli atleti con le migliori tre prestazioni dell'anno erano:
| Pos. | Atleta                        | Prestazione | Data e luogo                              |
| ---- | ----------------------------- | ----------- | ----------------------------------------- |
| 1    | Noah Lyles Stati Uniti        | 6"43        | 17 febbraio 2024 Albuquerque, Stati Uniti |
| 2    | Christian Coleman Stati Uniti | 6"44        | 17 febbraio 2024 Albuquerque, Stati Uniti |
| 3    | Ackeem Blake Giamaica         | 6"45        | 4 febbraio 2024 Boston, Stati Uniti       |

## Risultati

### Batterie di qualificazione
Le batterie di qualificazione si sono tenute il 1º marzo a partire dalle ore 12:58.
Passano alle semifinali i primi tre atleti di ogni batteria (Q) e i successivi tre atleti più veloci (q).

#### Batteria 1
| Pos | Corsia | Atleta             | Nazionalità   | Tempo       | Note                                     |
| --- | ------ | ------------------ | ------------- | ----------- | ---------------------------------------- |
| 1   | 3      | Noah Lyles         | Stati Uniti   | 6"57        | Q                                        |
| 2   | 4      | Jeff Erius         | Francia       | 6"63 (.630) | Q                                        |
| 3   | 5      | Aleksandar Askovic | Germania      | 6"66 (.651) | Q                                        |
| 4   | 6      | Markus Fuchs       | Austria       | 6"66 (.657) | q                                        |
| 5   | 5      | Tiaan Whelpton     | Nuova Zelanda | 6"67        | Miglior prestazione personale stagionale |
| 6   | 7      | Waisake Tewa       | Figi          | 7"02        | Miglior prestazione personale            |
| 7   | 8      | Scott James Fiti   | Micronesia    | 7"52        | Miglior prestazione personale            |

#### Batteria 2
| Pos | Corsia | Atleta                   | Nazionalità        | Tempo       | Note                                     |
| --- | ------ | ------------------------ | ------------------ | ----------- | ---------------------------------------- |
| 1   | 3      | Henrik Larsson           | Svezia             | 6"59 (.585) | Q                                        |
| 2   | 6      | Malachi Murray           | Canada             | 6"64 (.640) | Q                                        |
| 3   | 5      | Kayhan Özer              | Turchia            | 6"71        | Q                                        |
| 4   | 4      | Samuele Ceccarelli       | Italia             | 6"77 (.766) |                                          |
| 5   | 1      | Janosh Moncherry         | Seychelles         | 6"91        | Miglior prestazione personale            |
| 6   | 2      | Hassan Saaid             | Maldive            | 6"93        | Miglior prestazione personale stagionale |
| 7   | 7      | Guillem Arderiu Vilanova | Andorra            | 7"03        | Miglior prestazione personale            |
| 8   | 8      | Manuihei Teaha           | Polinesia francese | 7"25        | Miglior prestazione personale            |

#### Batteria 3
| Pos | Corsia | Atleta                    | Nazionalità  | Tempo       | Note                                     |
| --- | ------ | ------------------------- | ------------ | ----------- | ---------------------------------------- |
| 1   | 2      | Chituru Ali               | Italia       | 6"59 (.588) | Q                                        |
| 2   | 3      | Emmanuel Matadi           | Liberia      | 6"60        | Q                                        |
| 3   | 5      | Sergio López              | Spagna       | 6"68 (.680) | Q                                        |
| 4   | 6      | Israel Olatunde           | Irlanda      | 6"70        | Miglior prestazione personale stagionale |
| 5   | 4      | Erik Cardoso              | Brasile      | 6"87        |                                          |
| 6   | 8      | Ignacio Blaluk            | Palau        | 7"38        | Miglior prestazione personale            |
| -   | 7      | Dominique Lasconi Mulamba | RD del Congo | dns         |                                          |

#### Batteria 4
| Pos | Corsia | Atleta                     | Nazionalità    | Tempo       | Note                          |
| --- | ------ | -------------------------- | -------------- | ----------- | ----------------------------- |
| 1   | 3      | Ferdinand Omanyala         | Kenya          | 6"52 (.512) | Q                             |
| 2   | 6      | Shuhei Tada                | Giappone       | 6"52 (.514) | Q                             |
| 3   | 7      | Marc Brian Louis           | Singapore      | 6"69        | Q                             |
| 4   | 5      | Ioannis Nyfantopoulos      | Grecia         | 6"74 (.731) |                               |
| 5   | 4      | Brendon Rodney             | Canada         | 6"80        |                               |
| 6   | 2      | Karalo Hepoiteloto Maibuca | Tuvalu         | 7"27        | Record nazionale              |
| 7   | 8      | Ty'ree Langidrik           | Isole Marshall | 7"63        | Miglior prestazione personale |

#### Batteria 5
| Pos | Corsia | Atleta                | Nazionalità | Tempo       | Note                          |
| --- | ------ | --------------------- | ----------- | ----------- | ----------------------------- |
| 1   | 3      | Emmanuel Eseme        | Camerun     | 6"54        | Q                             |
| 2   | 6      | Simon Hansen          | Danimarca   | 6"61        | Q                             |
| 3   | 4      | Anej Čurin Prapotnik  | Slovenia    | 6"68 (.671) | Q                             |
| 4   | 5      | Felipe Bardi          | Brasile     | 6"68 (.678) |                               |
| 5   | 7      | Ambdoul Karim Riffayn | Comore      | 6"75        | Miglior prestazione personale |
| 6   | 2      | Craig Gill            | Gibilterra  | 7"17        |                               |
| 7   | 8      | Winzar Kakiouea       | Nauru       | 7"18        | Miglior prestazione personale |

#### Batteria 6
| Pos | Corsia | Atleta            | Nazionalità               | Tempo       | Note             |
| --- | ------ | ----------------- | ------------------------- | ----------- | ---------------- |
| 1   | 4      | Christian Coleman | Stati Uniti               | 6"49        | Q                |
| 2   | 2      | Mario Burke       | Barbados                  | 6"58        | Q                |
| 3   | 5      | Akihiro Higashida | Giappone                  | 6"62 (.614) | Q                |
| 4   | 6      | Rikkoi Brathwaite | Isole Vergini Britanniche | 6"62 (.615) | q                |
| 5   | 3      | Pascal Mancini    | Svizzera                  | 6"63 (.621) | q                |
| 6   | 8      | Joseph Green      | Guam                      | 7"04        | Record nazionale |
| 7   | 7      | Daniel Tolosa     | Isole Cook                | 7"23        | Record nazionale |

#### Batteria 7
| Pos | Corsia | Atleta             | Nazionalità | Tempo       | Note                                     |
| --- | ------ | ------------------ | ----------- | ----------- | ---------------------------------------- |
| 1   | 3      | Ackeem Blake       | Giamaica    | 6"55        | Q                                        |
| 2   | 6      | Ján Volko          | Slovacchia  | 6"59 (.589) | Q                                        |
| 3   | 4      | Imranur Rahman     | Bangladesh  | 6"64 (.637) | Q                                        |
| 4   | 5      | Samuli Samuelsson  | Finlandia   | 6"72        |                                          |
| 5   | 7      | Sibusiso Matsenjwa | eSwatini    | 6"74 (.734) | Record nazionale                         |
| 6   | 2      | Shajar Abbas       | Pakistan    | 6"77 (.765) | Miglior prestazione personale stagionale |
| 7   | 8      | Sanjay Weekes      | Montserrat  | 7"12        | Miglior prestazione personale            |

### Semifinali
Le semifinali si sono tenute il 1º marzo a partire dalle ore 19:45.
Passano alla finale i primi due atleti di ogni batteria (Q) e i successivi due atleti più veloci (q).

#### Semifinale 1
| Pos | Corsia | Atleta               | Nazionalità | Tempo       | Note |
| --- | ------ | -------------------- | ----------- | ----------- | ---- |
| 1   | 4      | Christian Coleman    | Stati Uniti | 6"43        | Q    |
| 2   | 6      | Chituru Ali          | Italia      | 6"53        | Q    |
| 3   | 5      | Henrik Larsson       | Svezia      | 6"55        | q    |
| 4   | 1      | Markus Fuchs         | Austria     | 6"58 (.571) |      |
| 5   | 3      | Simon Hansen         | Danimarca   | 6"62 (.614) |      |
| 6   | 7      | Jeff Erius           | Francia     | 6"63        |      |
| 7   | 8      | Sergio López         | Spagna      | 6"70 (.695) |      |
| 8   | 2      | Anej Čurin Prapotnik | Slovenia    | 6"71        |      |

#### Semifinale 2
| Pos | Corsia | Atleta            | Nazionalità               | Tempo       | Note                                     |
| --- | ------ | ----------------- | ------------------------- | ----------- | ---------------------------------------- |
| 1   | 4      | Ackeem Blake      | Giamaica                  | 6"51        | Q                                        |
| 2   | 5      | Emmanuel Eseme    | Camerun                   | 6"52 (.519) | Q                                        |
| 3   | 3      | Mario Burke       | Barbados                  | 6"57        |                                          |
| 4   | 1      | Rikkoi Brathwaite | Isole Vergini Britanniche | 6"60 (.592) | Miglior prestazione personale stagionale |
| 5   | 6      | Ján Volko         | Slovacchia                | 6"60 (.596) |                                          |
| 6   | 8      | Kayhan Özer       | Turchia                   | 6"65        |                                          |
| 7   | 7      | Akihiro Higashida | Giappone                  | 6"67        |                                          |
| 8   | 2      | Imranur Rahman    | Bangladesh                | 6"70 (.697) |                                          |

#### Semifinale 3
| Pos | Corsia | Atleta             | Nazionalità | Tempo       | Note                                     |
| --- | ------ | ------------------ | ----------- | ----------- | ---------------------------------------- |
| 1   | 6      | Noah Lyles         | Stati Uniti | 6"47        | Q                                        |
| 2   | 3      | Ferdinand Omanyala | Kenya       | 6"52 (.519) | Q                                        |
| 3   | 4      | Shuhei Tada        | Giappone    | 6"56        | q                                        |
| 4   | 5      | Emmanuel Matadi    | Liberia     | 6"58 (.571) |                                          |
| 5   | 8      | Pascal Mancini     | Svizzera    | 6"62 (.611) | Miglior prestazione personale stagionale |
| 6   | 7      | Aleksandar Askovic | Germania    | 6"66        |                                          |
| 7   | 2      | Malachi Murray     | Canada      | 6"73 (.722) |                                          |
| 8   | 1      | Marc Brian Louis   | Singapore   | 6"73 (.726) |                                          |

### Finale
La finale si è tenuta il 1º marzo alle ore 21:20.
| Pos     | Corsia | Atleta             | Nazionalità | Tempo       | Note                                    |
| ------- | ------ | ------------------ | ----------- | ----------- | --------------------------------------- |
| Oro     | 4      | Christian Coleman  | Stati Uniti | 6"41        | Miglior prestazione mondiale stagionale |
| Argento | 5      | Noah Lyles         | Stati Uniti | 6"44        |                                         |
| Bronzo  | 6      | Ackeem Blake       | Giamaica    | 6"46        |                                         |
| 4       | 7      | Ferdinand Omanyala | Kenya       | 6"56 (.552) |                                         |
| 5       | 8      | Henrik Larsson     | Svezia      | 6"56 (.560) |                                         |
| 6       | 3      | Emmanuel Eseme     | Camerun     | 6"68        |                                         |
| 7       | 1      | Shuhei Tada        | Giappone    | 6"70        |                                         |
| 8       | 2      | Chituru Ali        | Italia      | 8"00        |                                         |